# ديفيد ديفين (لاعب كرة قدم)
ديفيد ديفين (بالإنجليزية: David Devine)‏ هو لاعب كرة قدم بريطاني في مركز الدفاع، ولد في 11 أبريل 2001 في Wishaw ‏ في المملكة المتحدة. لعب مع نادي ماذرويل.

## وصلات خارجية
- ديفيد ديفين (لاعب كرة قدم) على موقع قاعدة بيانات كرة القدم.إي يو (الإنجليزية)
- ديفيد ديفين (لاعب كرة قدم) على موقع Soccerbase.com (لاعب) (الإنجليزية)
- ديفيد ديفين (لاعب كرة قدم) على موقع Soccerway.com (الإنجليزية)